# Локалидад син Номбре, Хуан Лопез Мендез (Пихихијапан)
Локалидад син Номбре, Хуан Лопез Мендез (шп. Localidad sin Nombre, Juan López Méndez) насеље је у Мексику у савезној држави Чијапас у општини Пихихијапан. Насеље се налази на надморској висини од 260 м.

## Становништво
Према подацима из 2005. године у насељу су живела 3 становника.

### Хронологија
| Година       | 2005 |
| ------------ | ---- |
| Становништво | 3    |

### Попис
| # | Индикатор                        | Вредност |
| - | -------------------------------- | -------- |
| 1 | Укупно појединачних домаћинстава | 1        |